# Huawei P30
Huawei P30 — смартфон компании Huawei из серии P, который был представлен 26 марта 2019 года в Париже. Huawei P30 оснащен оптикой Leica, так как серия P выпускается в сотрудничестве с компанией Leica Camera AG.

## Технические характеристики
- Материалы корпуса: металл (алюминий), стекло
- Операционная система: Android 9.0 Pie, EMUI 9.1
- Сети: GSM, HSPA, LTE, 2 nano-SIM
- Экран: OLED, диагональ 6,1", разрешение 2340х1080 точки, ppi 422
- Платформа: Kirin 980 (7 нм)
- Процессор: восьмиядерный, 2 ядра 2.6 ГГц (Cortex-A76), 2 ядра 1.9 ГГц (Cortex-A76) и 4 ядра 1.8 ГГц (Cortex-A55)
- Графика: Mali-G76 MP10
- Оперативная память: 6 ГБ
- Память для хранения данных: 128 ГБ
- Слот под карту памяти: да, совмещенный
- Основная камера: 40 МП f/1.8 (широкоугольная, PDAF, 27 мм) + 8 МП f/2.4 (PDAF, 3х оптический зум, 80 мм) + 16 МП f/2.2 (PDAF), LED вспышка, HDR, режим панорамной съемки
- Фронтальная камера: 32 МП, f/2.0, 0.8µm
- Звук: разъем 3,5 мм, Dolby Atmos[2]
- Интерфейсы: Wi-Fi 802.11 a/b/g/n/ac dual-band, Bluetooth 5.0, NFC, USB 3.1 Type-C
- Навигация: GPS, ГЛОНАСС, Galileo, Beidoo
- Дополнительно: сканер отпечатка, датчик освещённости, датчик приближения, цифровой компас, барометр, гироскоп, акселерометр
- Батарея: 3650 мАч (игровой режим до 7 часов, быстрая зарядка 70 минут, беспроводная зарядка отсутствует)[3][4]
- Габариты: 149 x 71×7.57 мм
- Вес: 165 г

## Программное обеспечение
Смартфон работает на базе Android 9.0 Pie с системой EMUI 9.1. После августовского обновления до EMUI 10 у некоторых пользователей возникли проблемы со службой SafetyNet, из-за сбоя работы данной службы не работали другие приложения. Компания Huawei озвучила номер работоспособной сборки. SafetyNet разработана Google, так что вероятно данная проблема связана с приостановкой сотрудничества между Google и Huawei.

## Продажи
Huawei P30 был представлен 26 марта 2019 года в Париже, трансляция с анонса велась и на русском языке.
Предзаказ открылся 3 апреля 2019 года и продлился до 30 апреля. В подарок оформлявшим предзаказ в комплект часы Huawei Watch GT. Стоимость смартфона составляла 49 990 рублей. В конце мая и до 1 июля Huawei рекламировала линейку P30 в московских торговых центрах. К ноябрю 2019 года стоимость на смартфон снизилась более чем на треть до 32 630 рублей.
P30 на российском рынке продается в двух цветах: «светло-голубой» и «северное сияние».